# Have a Nice Day (canción)
«Have A Nice Day» es el primer sencillo del álbum "Have a Nice Day", de la banda de rock Americana Bon Jovi. Es una canción que hace una crítica a la sociedad, y la frase "have a nice day" ("que tenga un buen día") es ejecutada en tono sarcástico.

## Vídeo musical
El videoclip de Have A Nice Day fue dirigido por Eric Hirshberg, y en él, relata la irónica historia de un pequeño dibujo de una carita que hace Jon cuando le piden un autógrafo. El joven al que Jon le regala el dibujo, le toma una fotografía con su teléfono móvil y lo envía a otras personas, y se hace tan famoso que llega a haber dibujos de la carita en botes de basura, semáforos y en campos de trigo, situación que sorprende a los miembros de la banda. Esta carita está presente en la portada del álbum. La cara es de color negro, sobre fondo rojo.
La canción es uno de los mayores éxitos de la banda en el nuevo milenio,siguiendo a Its My Life, del álbum Crush.
El 2 de julio de 2005 durante la celebración del Live 8, la agrupación tocó en Filadelfia temas como It´s My Life, ahí presentaron  Have A Nice Day.

## Miembros
- Jon Bon Jovi - voz
- Richie Sambora - guitarra y coros
- David Bryan - teclados y coros
- Tico Torres - batería y coros
- Hugh McDonald - bajo

## Posicionamiento en listas y certificaciones
| Lista (2005)                                | Mejor posición |
| ------------------------------------------- | -------------- |
| Alemania (Offizielle Deutsche Charts)       | 7              |
| Australia (ARIA)                            | 8              |
| Austria (Ö3 Austria Top 40)                 | 7              |
| Bélgica (Flandes) (Ultratop 50)             | 27             |
| Bélgica (Valonia) (Ultratip Bubbling Under) | 3              |
| Canadá (Canadian Singles Chart)             | 7              |
| España (Top 100 Canciones)                  | 1              |
| Estados Unidos (Billboard Hot 100)          | 53             |
| Estados Unidos (Mainstream Rock)            | 38             |
| Estados Unidos (Adult Top 40)               | 6              |
| Unión Europea Europa (European Hot 100)     | 6              |
| Finlandia (OFC)                             | 8              |
| Irlanda (IRMA)                              | 18             |
| Italia (FIMI)                               | 7              |
| Noruega (VG-lista)                          | 8              |
| Países Bajos (Dutch Top 40)                 | 6              |
| Reino Unido (UK Singles Chart)              | 6              |
| Suecia (Sverigetopplistan)                  | 2              |
| Suiza (Schweizer Hitparade)                 | 10             |

| País           | Organismo certificador | Certificación | Ref.   |
| -------------- | ---------------------- | ------------- | ------ |
| Australia      | ARIA                   | Oro           | [ 21 ] |
| Estados Unidos | RIAA                   | Oro           | [ 22 ] |